# Ивон, Адольф
Фредери́к Адо́льф Иво́н (фр. Frédéric Adolphe Yvon; 30 января 1817, Эшвийер, Мозель, Королевство Франция — 11 сентября 1893, Париж, Третья Французская республика) — французский живописец, один из наиболее знаменитых и востребованных баталистов салонного академизма эпохи Второй империи, известный картинами на сюжеты Наполеоновских и Крымской войн. Офицер ордена Почётного легиона (1867), почётный вольный общник Императорской Академии художеств (с 1859).

## Биография
Ивон учился живописи у Поля Делароша. В 1843 году молодой художник отправился в Россию, откуда присылал в Париж карандашные рисунки, снискавшие популярность благодаря качественному и верному воспроизведению русского быта. В 1845 году Ивон вернулся во Францию, но связей с Россией не утратил: в 1850 году им, по заказу императора Николая I, была написана картина «Куликовская битва», размещённая в Большом Кремлёвском дворце. Ивон написал также картину «Отступление маршала Нея» (в 1812 году из России), которая позже многократно воспроизводилась в различных изданиях, посвящённых Наполеоновским войнам.
Когда началась Крымская война, Ивон отправился в Крым вместе с французской армией в качестве официального художника. По возвращении, он написал в 1857—1859 годах три колоссальных картины, изображающие три момента борьбы за обладание Малаховским курганом. По замечанию русского историка искусства Андрея Сомова, эти картины представляют собой «произведения, в которых отдельные фигуры и группы превосходны, но плохо связаны между собою в одной, общей композиции».
Помимо этого, Ивон являлся создателем ряда других батальных картин, многочисленных портретов, включая портреты Наполеона III и президента Франции Сади Карно, исторических полотен и аллегорий.
Ивон был также широко известен как преподаватель живописи в парижской Школе изящных искусств (1863—1883). У него обучались многие известные в дальнейшем художники, как французские, так и иностранные (американские, португальские и др.)
Ивон был офицером ордена Почётного легиона (1867) и почётным вольным общником Императорской академии художеств в Санкт-Петербурге (1859). Его именем названа улица в Париже.

## Галерея

Некоторые работы
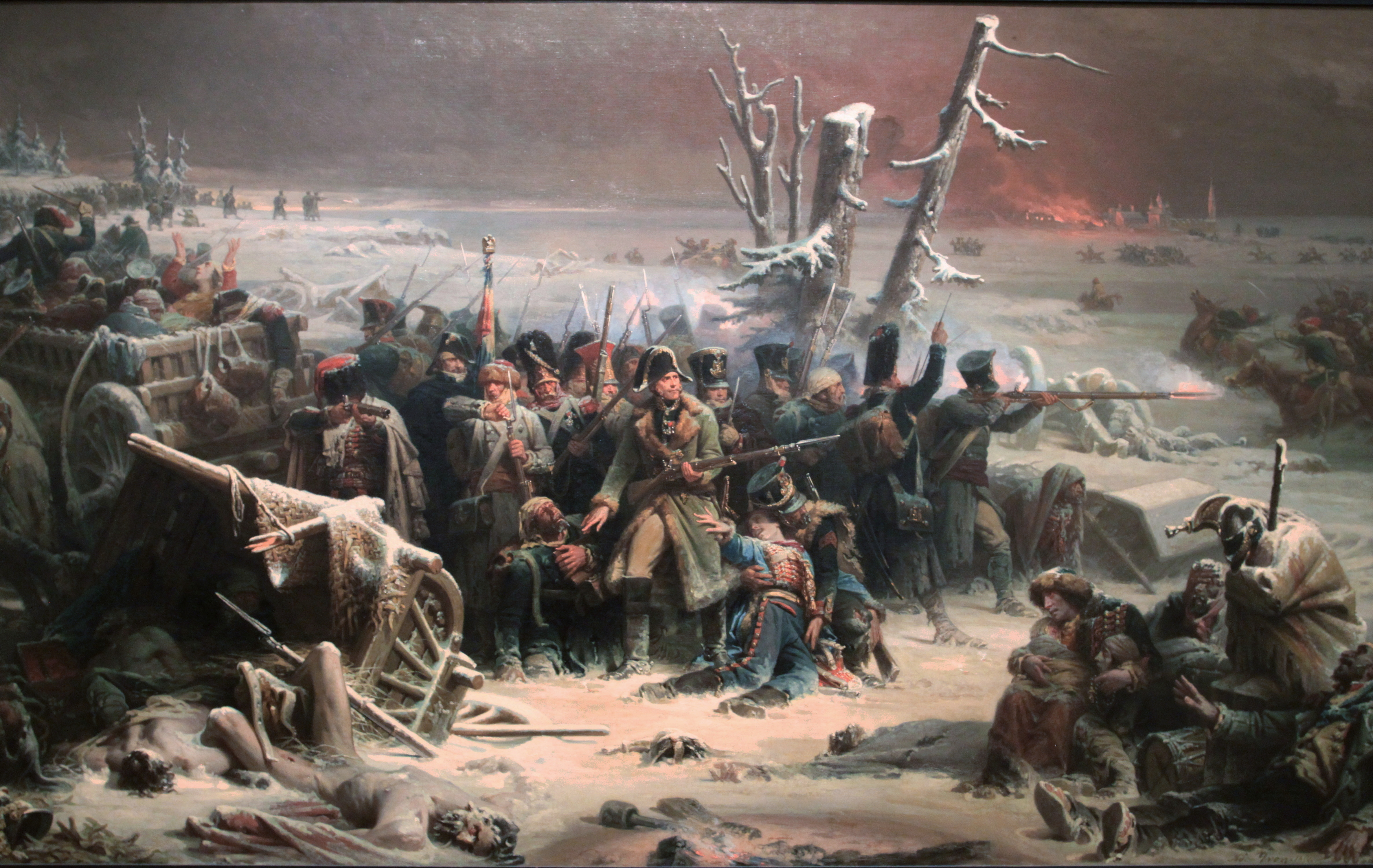
Отступление маршала Нея
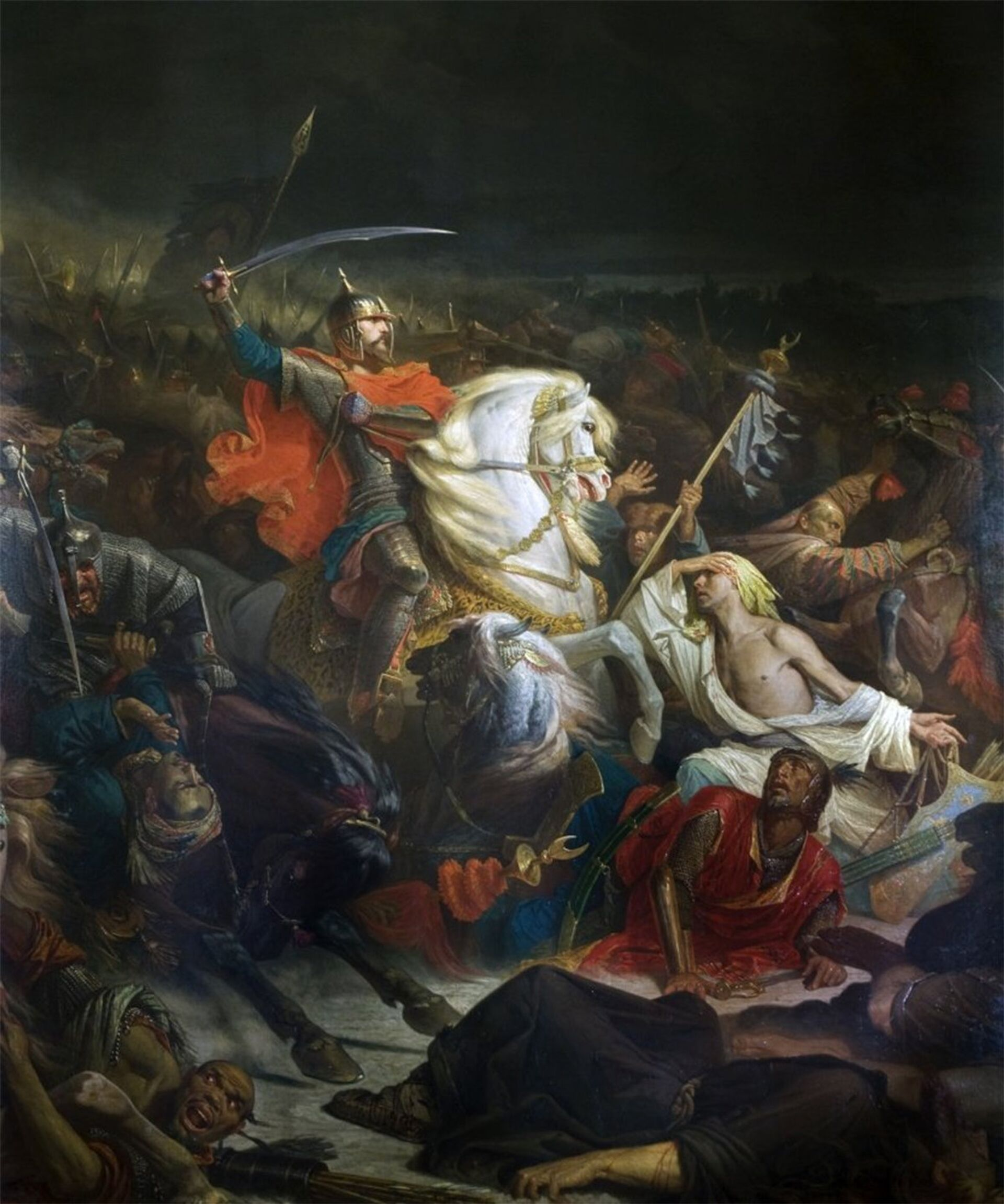
Куликовская битва (Дмитрий Донской на Куликовом поле)
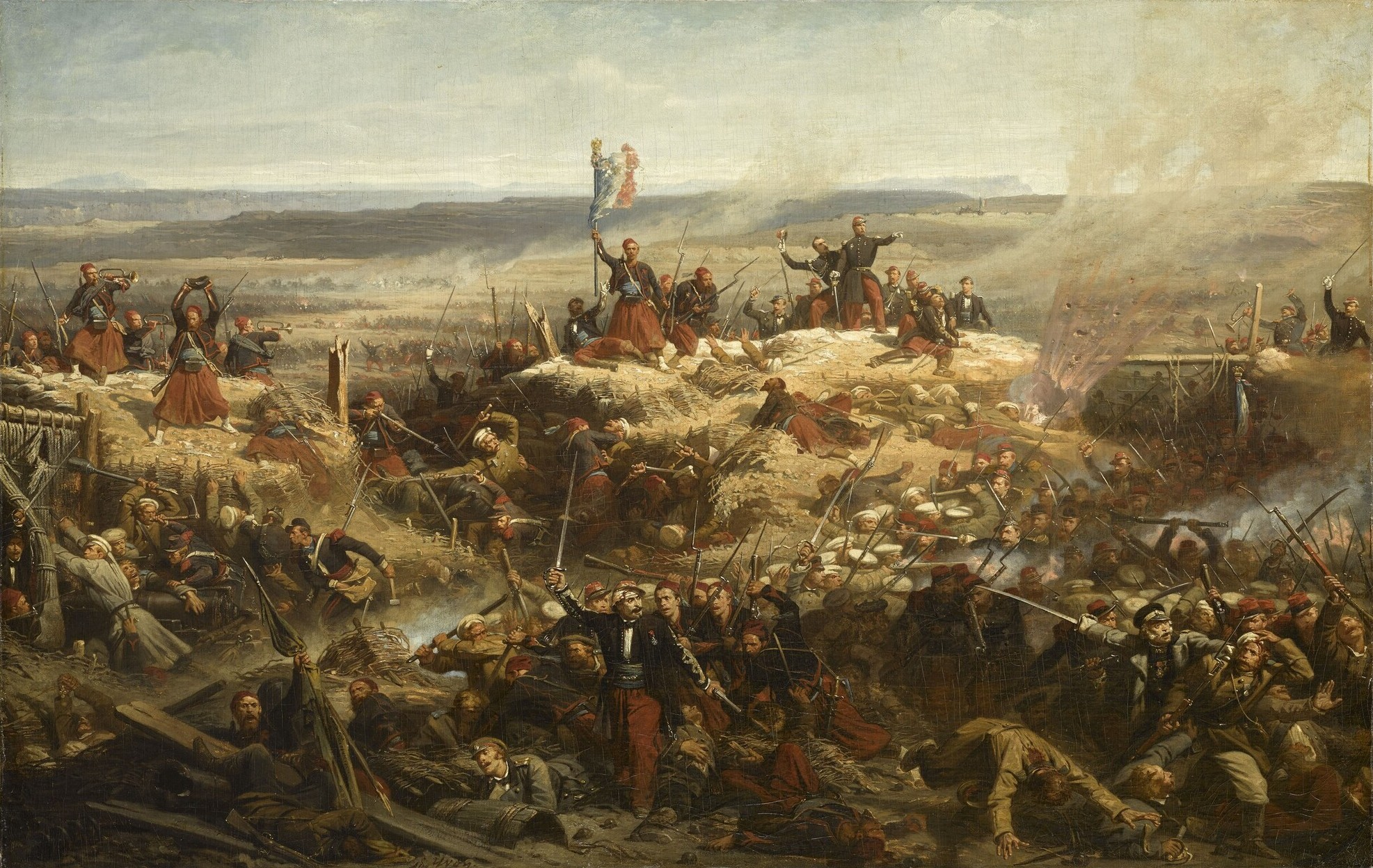
Битва за Малахов курган. Версаль
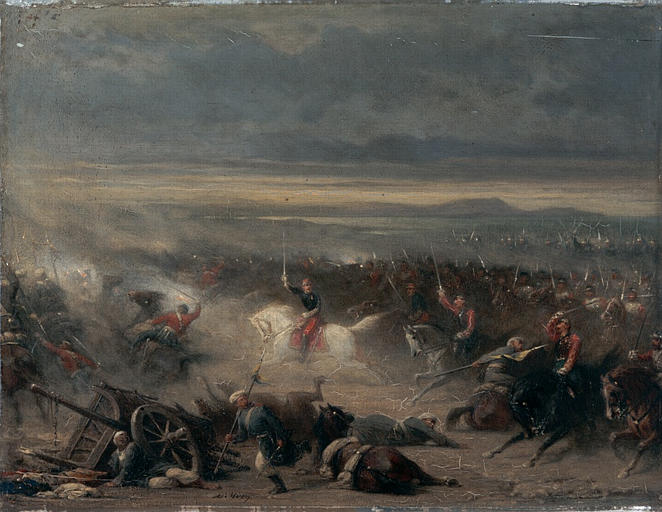
Битва при Евпатории. Музей изящных искусств (Нант)
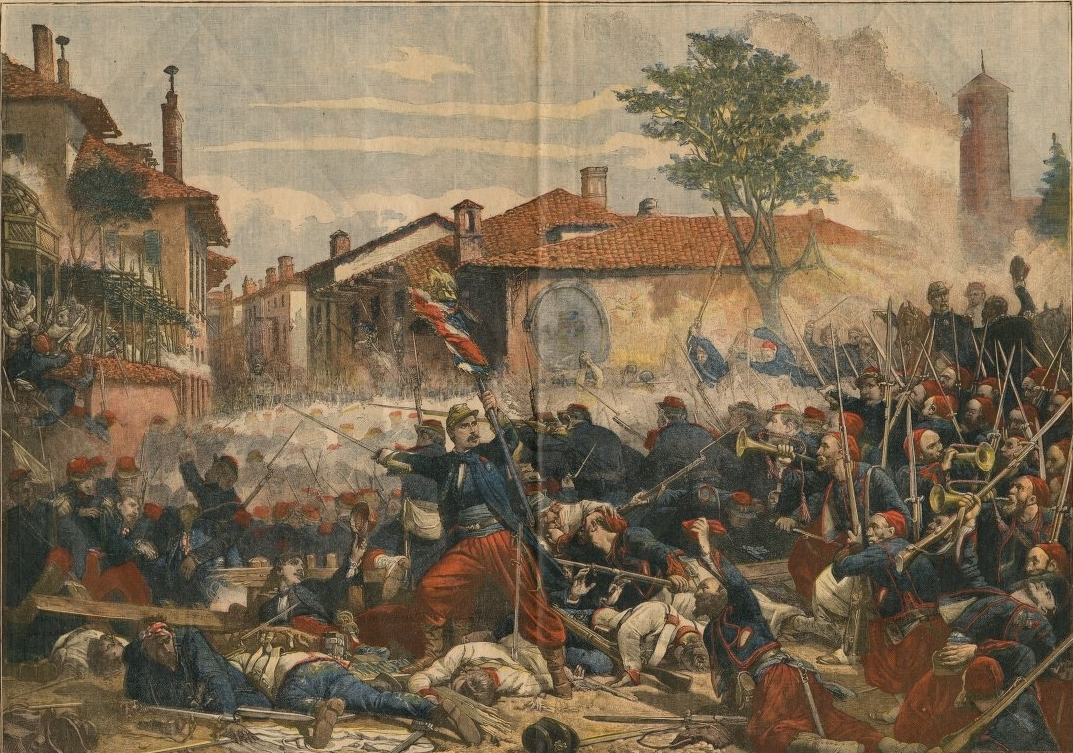
Битва при Мадженте
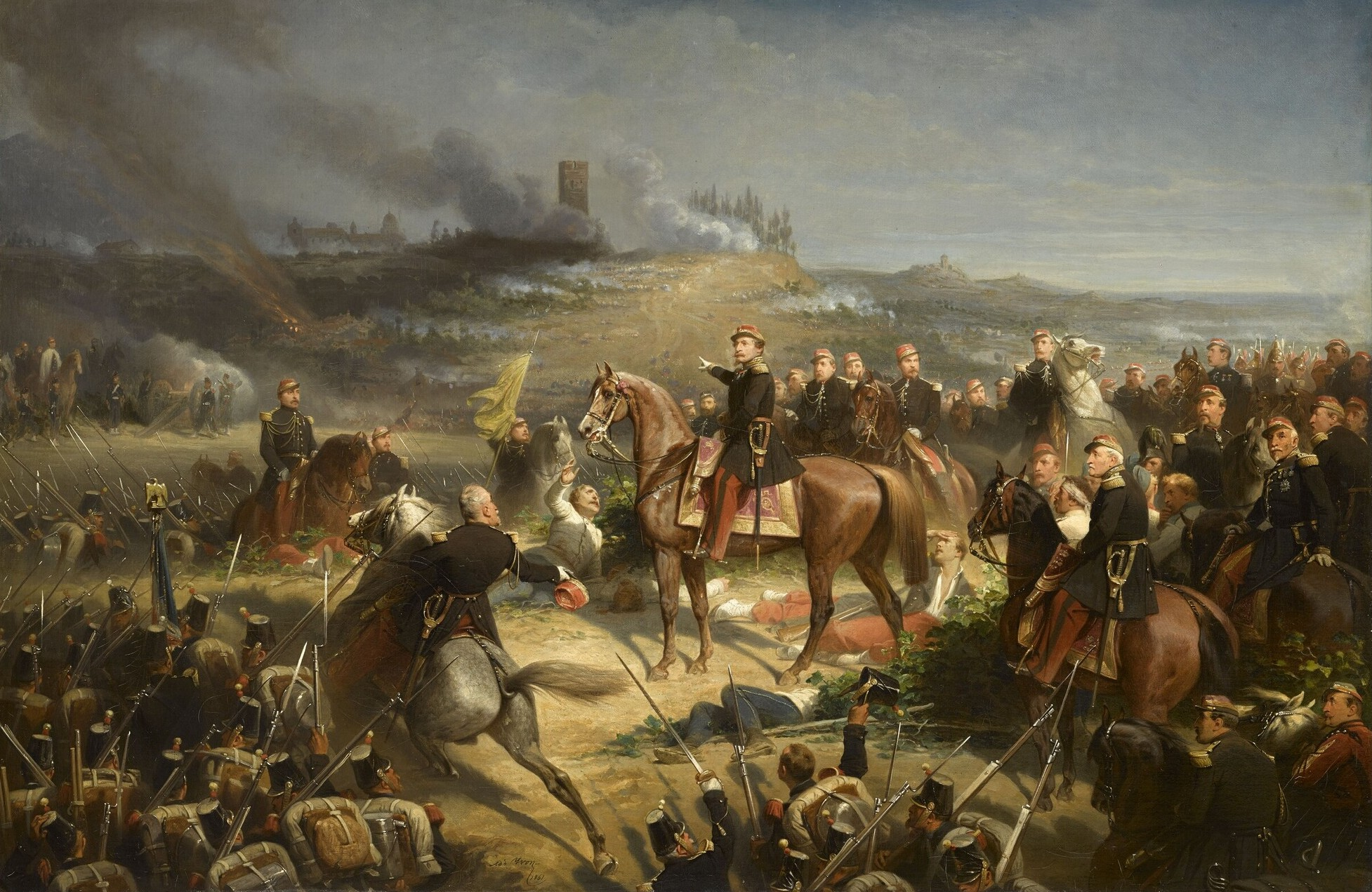
Битва при Сольферино. Компьенский дворец
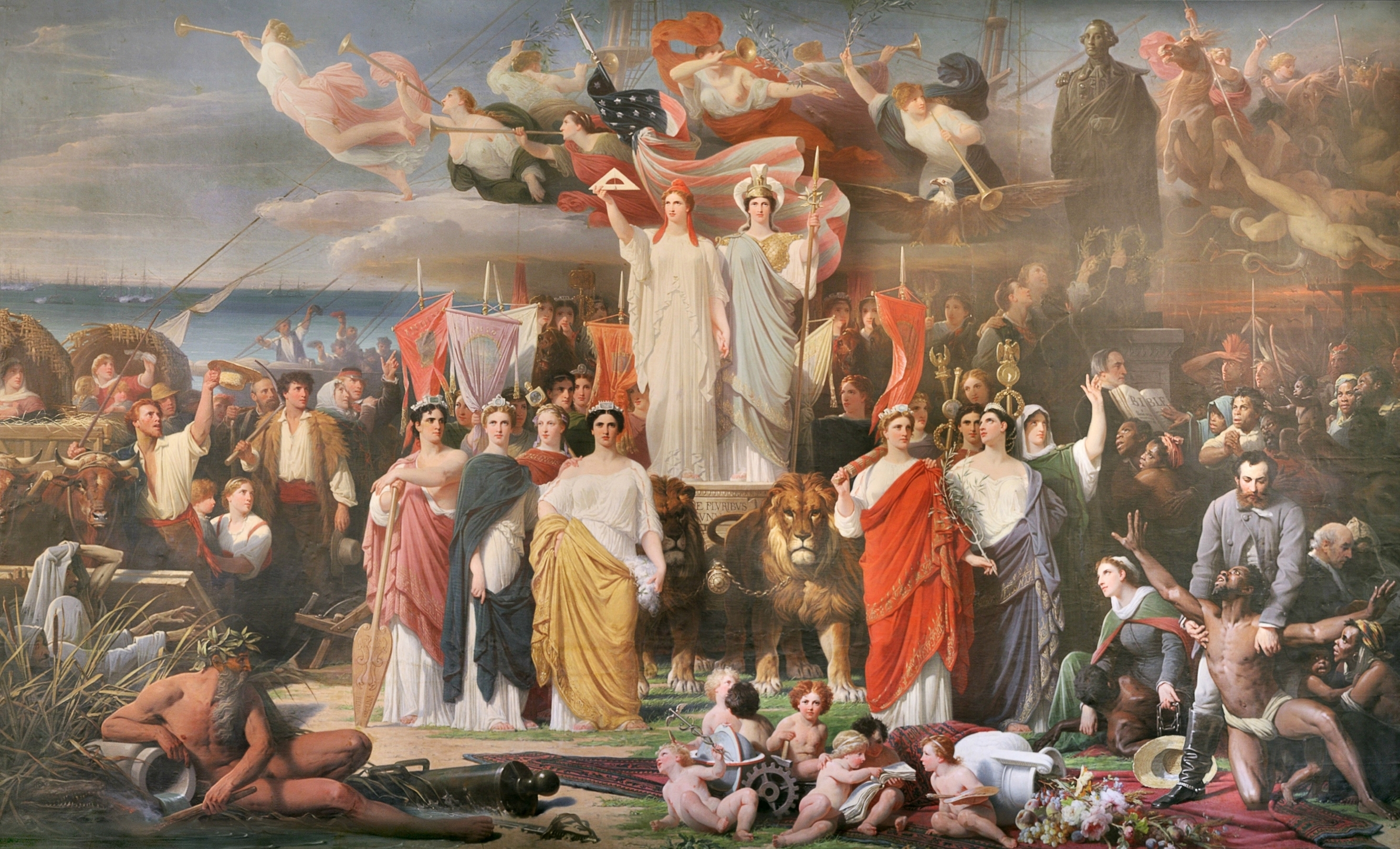
Аллегория «Гений Америки» (1858). Художественный музей Сент-Луиса
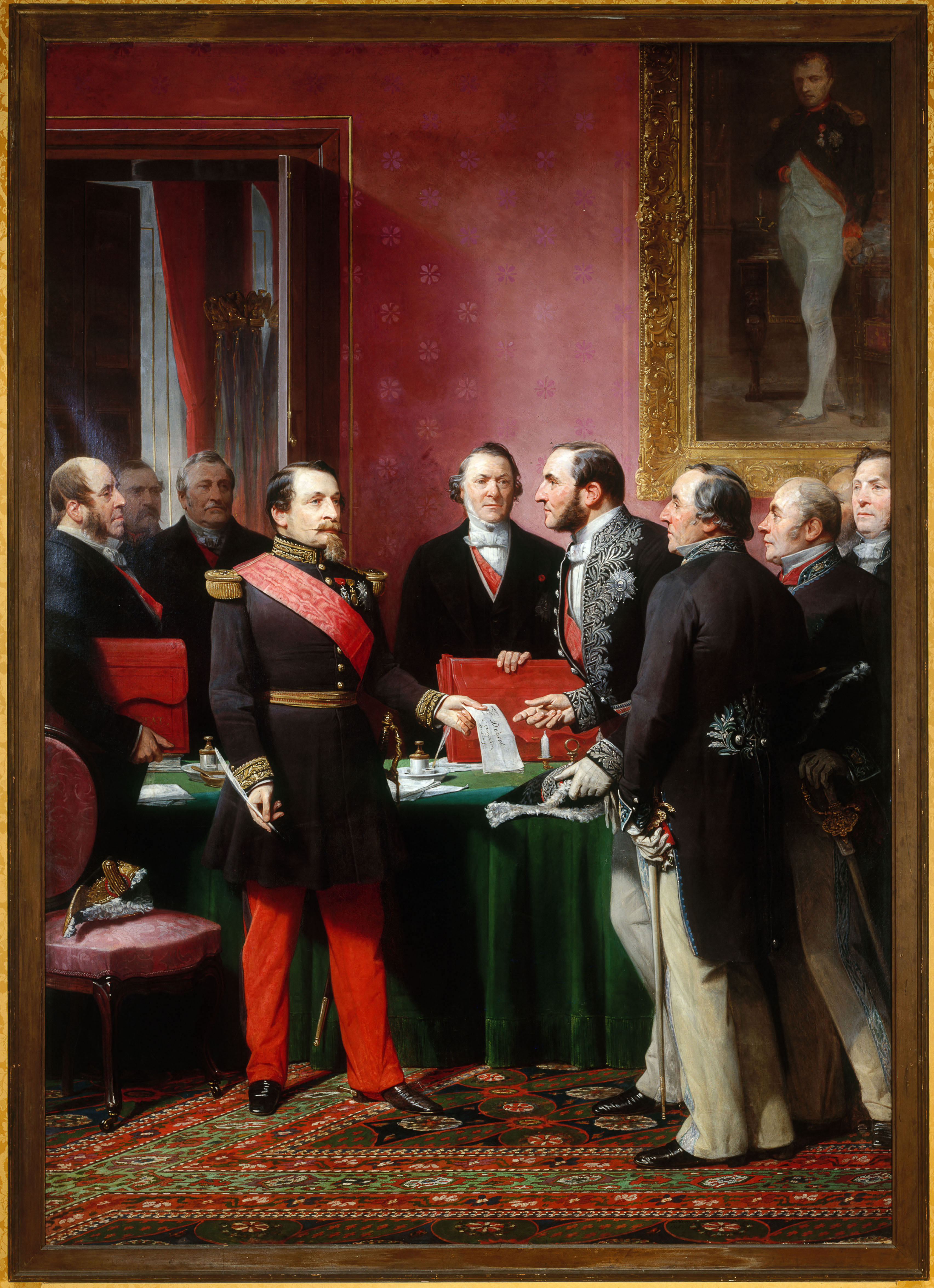
Барон Осман представляет Наполеону III план перестройки Парижа (1865). Музей Карнавале, Париж
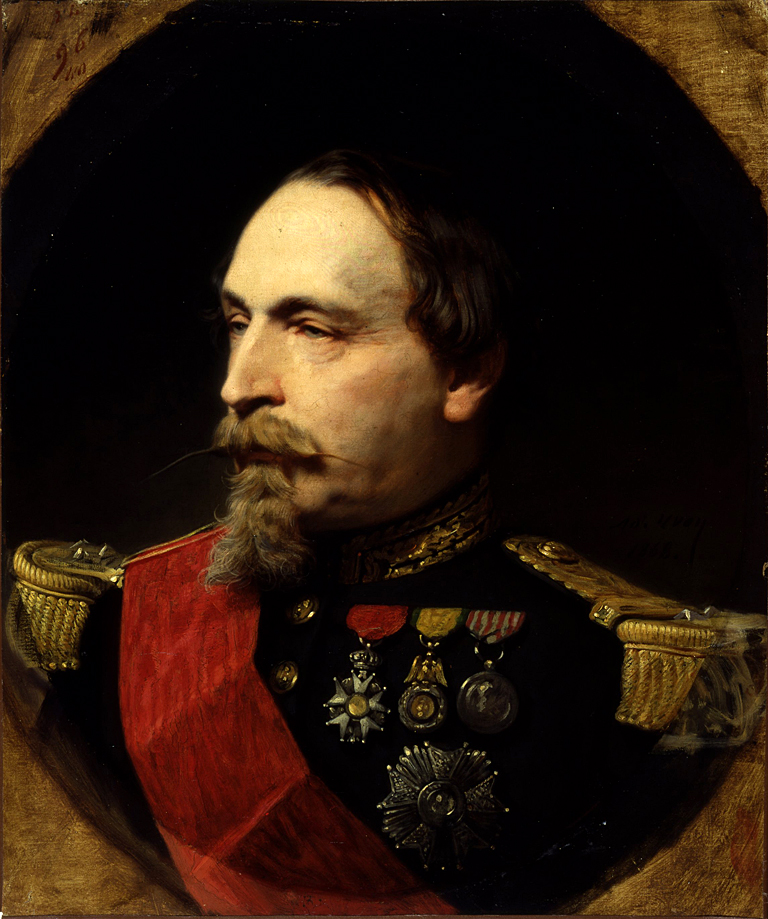
Портрет Наполеона III (1868). Художественный музей Уолтерс, Балтимор
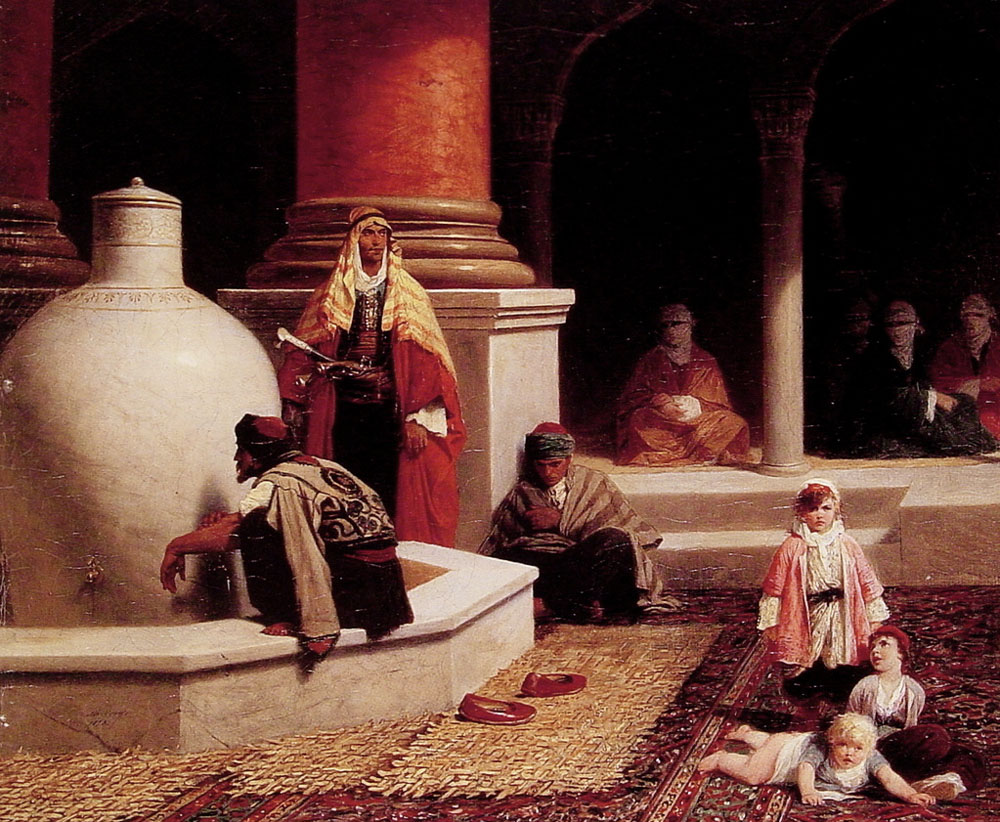
В гареме (около 1893)
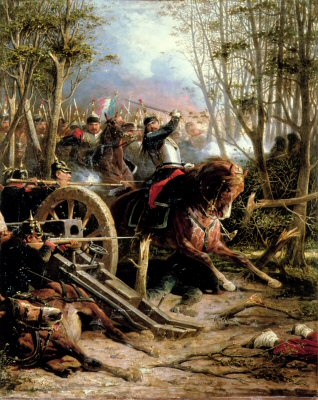
Атака кирасиров. Эпизод Франко-прусской войны: Битва при Вёрте (Рейшсоффене).
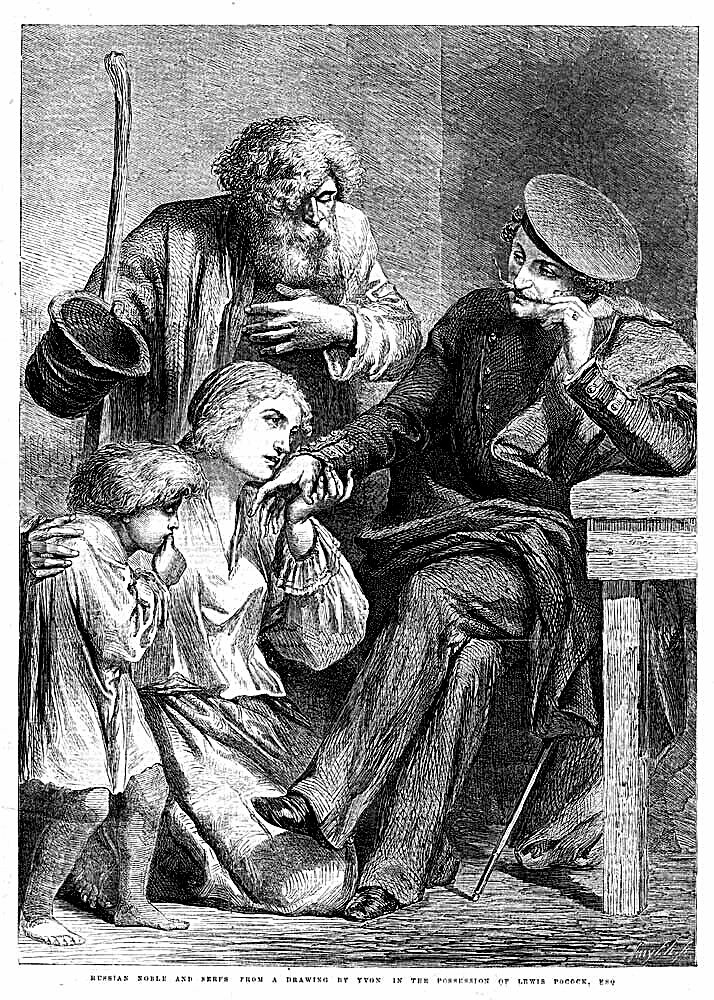
Русский дворянин и его крепостные (1861)
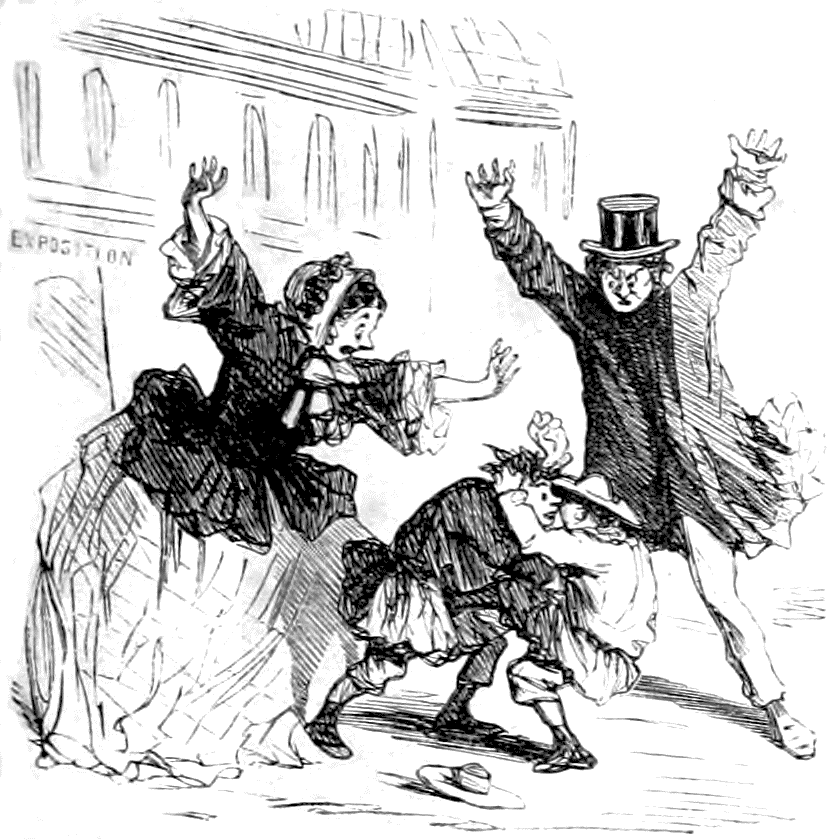
Дерущиеся дети (шуточный рисунок)
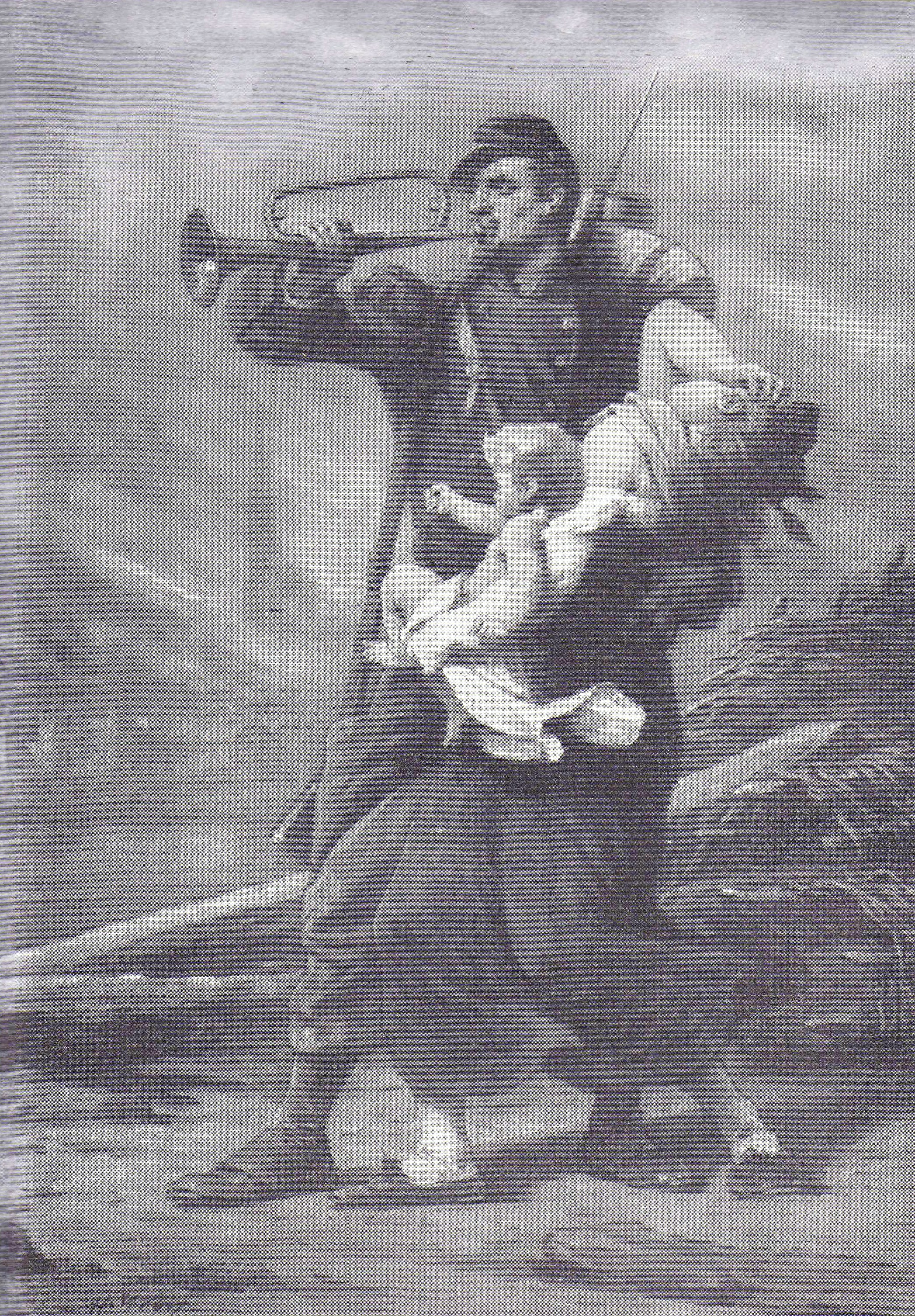
Эльзас

## Некоторые известные ученики
- Соуза Пинту, Хосе Хулио де
- Уир, Джулиан Олден
- Шусселе, Кристиан